# Будинок творчості школярів Полонської міської ради об’єднаної територіальної громади
Будинок творчості школярів Полонської міської ради об’єднаної територіальної громади (БТШ Полонської міської ради ОТГ) – заклад позашкільної освіти, який знаходиться в м. Полонному (Хмельницька область, Україна). На сьогодні, Будинок творчості школярів є потужним центром для здобуття якісної позашкільної освіти за кількома напрямками: художньо-естетичним, гуманітарним, науково-технічним та художньо-технічним. Щороку вихованці закладу освіти та педагоги здобувають першість на обласних, всеукраїнських та міжнародних конкурсах художньої творчості, науково-технічного спрямування.

## Історія закладу
Уперше свої двері перед молоддю заклад відчинив двері у 1932 році й носив назву Будинку піонерів. Посильну роботу задля його відкриття, організації роботи зробила вчителька Полонської середньої школи № 1 Рима Стрижевська. У той період робота Будинку піонерів здійснювалась на громадських засадах. Серед перших гуртків: кіно- і фотолюбителів, драматичний та шаховий. Полонським кінотеатром було подаровано кіноапарат, а спільними зусиллями молоді та за допомоги місцевих шкіл вдалось створити невеличку бібліотеку та читальню. 
У 1935 році заклад фінансується з місцевого бюджету та носить назву районного Будинку піонерів. Очільником установи був Григорій Попох. У цей час розпочав свою роботу спортивний гурток, було сформовано волейбольну команду. У 1939 році на посаді директора працював Микола Лойко. 
У роки війни функціонування Будинку піонерів було припинено. Повноцінну діяльність вдалося відновити лише влітку 1946 року. 
Упродовж наступних років зростає мережа гуртків та їхнє тематичне розмаїття. У 1951 р. керівником гуртка авіа- і судномоделізму був вихованець Будинку піонерів Вадим Шуляк. Дитячий драматичний колектив очолив культпрацівник Аркадій Розенбаум, а хоровий колектив – самодіяльний композитор Зіма Розмарін. Крім того, функціонували естрадний оркестр, акробатичний гурток, ляльковий театр. Станом на 1961 р. за підтримки працівників Будинку культури було організовано колектив художньої самодіяльності старших піонервожатих району. Популярною була вокальна група «Чайка» (солісти – Ю. Камінська, Л. Хитрич).
З 1967 р. очолює Будинок піонерів Ольга Ковальська, яка змінює на посаді С. Штерншиса. Методичну діяльність закладу скеровує Ніна Піньєвська. Їхніми зусиллями було вдосконалено та урізноманітнено організаційно-масову роботу, при Будинку піонерів починає функціонувати штаб із туризму. Проводились регіональні туристичні зібрання. 
Нова віхою в історії було директорство Сергія Палатника (1983–1989 рр.). Його великою заслугою є будівництво нового приміщення для Будинку піонерів. 
Наступним керманичем позашкільної установи було призначено Анатолія Поведу, вихованця цього ж закладу. У 1991 році Будинок піонерів було перейменовано на районний Будинок творчості школярів, а з 2002 року – в міський Будинок творчості школярів (у зв’язку із переведенням його на бюджет міської ради). Значно поліпшується матеріально-технічна база. Зростає кількість здобувачів позашкільної освіти та число педагогічних працівників. Робота Будинку творчості школярів стала невід’ємним компонентом безперервної системи освіти. Установа переходить в районне підпорядкування. 
З 2008 року посаду директора обіймає досвідчений, обізнаний і талановитий педагог, мудрий управлінець, відмінник освіти України Наталія Герасимчук. Продовжується постійне покращення матеріально-технічної бази, удосконалюються форми здійснення освітнього процесу. Сталими візитними картками закладу є готовність до співпраці, інновації, креативність, високі показники якості роботи. 
З 2 лютого 2016 року згідно рішення Полонської міської ради заклад позашкільної освіти входить до складу Полонської міської об’єднаної територіальної громади. 
У 2017 році відзначено 85-річний ювілей закладу. Варто зауважити, що саме за ініціативи директора закладу Н.О. Герасимчук проводилась робота по вивченню історії Будинку творчості школярів. Сторінки історії установи були висвітлені на сторінках місцевих, обласних, всеукраїнських ЗМІ. В «Енциклопедії освіти Хмельниччини» з'явилося гасло про заклад, яке підготувала директор Наталія Герасимчук.    
18 травня 2017 року на базі Будинку творчості школярів відбувся регіональний збір лідерів та координаторів учнівського самоврядування «Ціннісне ставлення до здоров'я».   
У 2018 році Будинок творчості школярів був координаційним центром у Полонській міській ОТГ та Полонському районі популяризації та поширення низки всеукраїнських інтелектуальних змагань, які проводились Науковим товариством студентів та аспірантів імені Олександра Оглоблина, факультетом міжнародних відносин, Інститутом досліджень української діаспори імені професора Любомира Винара Національного університету «Острозька академія». Гуртківці та педагоги взяли участь у І Всеукраїнському молодіжному науковому симпозіумі на базі цього провідного закладу вищої освіти України.  
24 травня 2018 року відбулася зустріч лідерів учнівського самоврядування освітніх закладів Полонської ОТГ з міським головою Францом Францовичем Скримським. Тема зустрічі: «Від лідера школи - до лідера держави!». Мета зустрічі - проєктування співпраці учнівського та місцевого самоврядування з питань соціального, економічного та культурного розвитку Полонської ОТГ. Члени клубу «Лідер» представили проект «Місто моєї мрії». Підписано Меморандум про співпрацю між виконавчим комітетом Полонської міської ради об’єднаної територіальної громади та активом клубу «Лідер» Будинку творчості школярів Полонської ОТГ. Упродовж наступних років положення Меморандуму були успішно виконані.  
У грудні 2018 року  на базі Новоселицької ЗОШ І-ІІІ ст., ДНЗ № 2 «Веселка» та Будинку творчості школярів Полонської міської ради ОТГ відбувся обласний семінар-практикум директорів закладів позашкільної освіти. Тема зібрання «Діяльність закладів позашкільної освіти в умовах трансформації системи освіти». Директори закладів позашкільної освіти Хмельниччини, представники обласної методичної служби, керівники Хмельницького обласного центру науково-технічної творчості учнівської молоді отримали сертифікати про участь у методичній події. 
На сучасному етапі однією із сильних сторін Будинку творчості школярів є методична діяльність. У цьому слід віддати належне керівнику установи Наталії Герасимчук та методисту Жанні Беркуті. Їхні спільні напрацювання неодноразово виборювали призові місця в обласній віртуальній виставці педагогічних ідей «Освіта Хмельниччини на шляхах реформування». Оригінальністю ідей вирізняються науково-методичні напрацювання творчого управлінського тандему: навчально-методичний посібник «Антологія досвіду педагогічних працівників Будинку творчості школярів з реалізації Концепції національно-патріотичного виховання дітей та молоді», навчально-методичний кейс «Методичний сервіс – необхідний компонент акмеологічного підходу до кваліфікації керівника гуртка позашкільного навчального закладу», фестиваль педагогічних знахідок «Творчість педагогічного працівника закладу позашкільної освіти в умовах побудови Нової української школи та децентралізації», методична толока «Формування базових компетентностей здобувачів позашкільної освіти на шляху стратегічного розвитку ЗПО: теоретико-дидактичний аспект». 
Значна увага приділяється розвитку STEM-освіти. Зокрема, у закладі рушієм її розвитку є керівник гуртка "Радіоелектронне конструювання" Сергій Мельничук. Його вихованці систематично є переможцями престижних обласних та всеукраїнських конкурсів. У 2018 році педагог був відзначений Подякою Міністерства освіти і науки України та Грамотою Верховної Ради України. 
Будинок творчості школярів активно співпрацює із засобами масової інформації Полонської міської ОТГ та Полонського району. Налагоджено тісну співпрацю із Хмельницьким обласним центром науково-технічної творчості учнівської молоді, Хмельницьким обласним інститутом післядипломної педагогічної освіти. Останніми роками, завдяки підтримці випускника закладу Назара Анатолійовича Мартинюка (якому й належить ідея висвітлення історії Будинку творчості школярів у онлайн-енциклопедії «Вікіпедія»), налагоджено контакти із Національним університетом «Острозька академія». Також Будинок творчості школярів радо підтримує і є учасником корисних ініціатив та заходів Міжнародної асоціації позашкільної освіти. 
В умовах дистанційної роботи та навчання, заклад впевнено відповідає викликам часу завдяки організаторським здібностям директора Наталії Герасимчук. Методична служба, керівники гуртків, здобувачі позашкільної освіти беруть участь в наукових конференціях, художніх заходах, вебінарах, конкурсах, створюють власні відео онлайн-занять гуртків, долучаються до міжнародних та всеукраїнських Інтернет-флешмобів, самі виступають ініціаторами проведення онлайн-марафонів та акцій тощо. Зокрема, матеріал про одну із молодіжних ініціатив було опубліковано в газеті української громади в Америці «Свобода».  
На сьогодні у Будинку творчості школярів навчаються, виховуються, здобувають допрофільну підготовку більше півтисячі обдарованих дітей. 